# Chrozophora
Genre
Classification phylogénétique
Chrozophora est un genre de plantes à fleurs de la famille des Euphorbiacées, dans la  sous-tribu des Chrozophorinae et la  tribu  des  Chrozophoreae. Il comprend 26 espèces. Ce sont des végétaux monoïque se retrouvant de l'Afrique et la Méditerranée à l'Asie du Sud-Est.

## Synonymes
| - Crossophora Link. - Crozophora A.Juss. var. orth. - Ricinoides Moench | - Tournesol Adans. - Tournesolia Scop. |

## Liste des espèces
Selon World Checklist of Selected Plant Families (WCSP) (21 janvier 2018) :
- Chrozophora brocchiana (Vis.) Schweinf. (1862)
- Chrozophora gangetica Gand. (1919 publ. 1920)
- Chrozophora mujunkumi Nasimova (1982)
- Chrozophora oblongifolia (Delile) A.Juss. ex Spreng. (1826)
- Chrozophora plicata (Vahl) A.Juss. ex Spreng. (1826)
- Chrozophora rottleri (Geiseler) Spreng. (1826)
- Chrozophora sabulosa Kar. & Kir. (1842)
- Chrozophora senegalensis (Lam.) Spreng. (1826)
- Chrozophora tinctoria (L.) A.Juss. (1824)